# Jurty
Jurty (in russo Юрты?) è un insediamento di tipo urbano della Russia, situato nell'Oblast' di Irkutsk.